# Грб Велике Кнежевине Литваније
Грб Велике Кнежевине Литваније је један од званичних државних симбола Велике Кнежевине Литваније, Руског и Жемоитског, заједно са заставом и химном. Званични назив садржан у Статуту из 1566. године је „Пахонија” (рутенски: Погоня).

## Опис
У класичној верзији: у скерлетном пољу је сребрни јахач на сребрном коњу, у десној руци јахача подигнут мач, у левој, штит са шестокраким крстом.  На неким сликама на левој страни јахач има корице, испод седла виси ћебе са три врха.

## Порекло
Употреба наоружаног јахача као амблема била је распрострањена у Европи и среће се много раније од појаве грба Великог војводства Литваније.  Печати са световним наоружаним коњаником (без ореола) користили су принчеви Љутићи и Бодрићи, кнежеви Опоља, Александар Невски, Дмитриј Донски и други. Забележена је блискост порекла „Пахонија” и грба Великог московског војводства, познатог као „Јахач”. Истовремено, према хералдичару Сергеју Расадину, литвански и московски грб су формирани независно, иако су међусобно утицали један на други. Према Матеју Стријковском, грб „Пахонија” је староруског порекла:

Ордевил, кнез Литваније, за време најезде Татара и после убиства кнезова Русије, изашао је из шуме, и не само да се одрекао древног држављанства руских кнежева и није давао данак, већ је из рата, наоружан, отишао у Рус. И дошавши, угледавши Новград, где су живели руски кнезови, Пинск и друге опустошене и уништене  градове од стране Татара, он је поново створио ове градове и почео да се потписује као руски и литвански кнез, и да користи руски грб, јахач са сабљом, још увек се користи. 
Први кнез из породице Гедиминович, на чијим печатима се налази коњички ратник, био је полоцки кнез Наримунт. Претпоставља се да је на печату приказан принц Глеб, светац заштитник Наримунта.
Историчарка Магдолна Агоштон напомиње: 

Наведени печат је први познати међу кнежевским печатима литванско-руских кнезова из породице Гедимин. Од краја 14. века. након усвајања католичанства од стране литванског кнеза Јагела Олгердовича и његовог избора за пољски краљевски престо, лик коњаника је почео да се сматра грбом великог војводе Литваније, а касније и свих Гедиминовича. Почетком 16. века, литвански грб је добио назив „Пахонија”.

Други печат са сличном сликом налази се код псковског кнеза Александра Михајловича. Према новгородској хроници, постао је псковски кнез „из литванских руку”. Може се претпоставити да је велики кнез Гедимин био његов господар и, пославши га у Псков, упутио га да изради нови печат са литванским амблемом, витеза на коњу са мачем.  

До 1366. године постоји документ са печатом Алгирдаса, који приказује јахача са мачем.
- Печат Богуслава, кнеза Лутицијана, 1170. године.
- Печат Николаја, савладара Бодрића, 1189. године.
- Печат Казимира Првог Опољског, 1226. године.
- Печат Александра Невског, ожењеног Полоцком принцезом, после 1236. године.
- Печат Дмитрија Донског, 14. век
- Печат Александра Глебовича, кнеза Смоленска, пре 1313. године.
- Печат Наримунта Гедиминовича, кнеза Полоцког, 1330  године.
- Печат Александра Михајловича, кнеза Псковског, 1331. године.
- Печат Лугвена Олгердовича, кнеза Мстиславског, 1395. године.

## Дизајн грба
Од краја 14. века коњаник је приказан на позадини хералдичког штита, на печатима Јагеле (1386, 1387) и Витолда (1401). Тако је грб Велике Кнежевине Литваније настао као резултат хералдизације лика наоружаног коњаника са портретних печата великих војвода Литваније Јагела и Витолда. 
У почетку, грб је означавао суверенитет великог војводе и имао је неке разлике у елементима: јахач можда нема штит, у штит су могле бити постављене „колоне”, или је могао постојати патријархални шестокраки крст, коњаник је могао имати копље у рукама.
Престолни печат Витолда из 1407. са легендом: „Печат. Александар, иначе Витолд, велики кнез Литваније, Русије и др. На њему се, поред Пахонија, налази и амблем кнежевине Трокског, враћен 1392. године Витолду, амблем земље Великог Новгорода, на коју је Витолд полагао право и где је 1389-92, 1407-08 и 1414-12. брат, кнез Лугвени, био гувернер , а грб Смоленске кнежевине , која је 1395. године потчињена Витолду. 
На надгробном споменику Јагела приказана је варијанта са шестокраким крстом на штиту.

Белоруско-литванске хронике прве половине 16. века чине Пахонију древном, приписујући њено настанак легендарном великом кнезу Наримунту Романовичу, који је наводно владао средином 13. века, у грбу муж обријан, на белом коњу, у црвеном пољу, гола сабља, као да некога држи преко главе, а има и Пахонија названа по томе. 
- Печат Јагела 1382. године.
- Велики кнежевски печат Витолда, 1386. године.
- Печат пољског краља Владислава Јагеле, 1389. године.
- Велики кнежевски печат Витолда, 1407. године.
- Грб са надгробног споменика Јагеле, 1434 године.

## Слике јахача
На првим сликама Пахонија, јахач није имао штит у рукама.
По први пут, јахачев штит је коришћен за постављање личног амблема (лава) полоцког кнеза Скиргаила Олгердовича, који је заједно са Јагелом запечатио литванско-тевтонски споразум из 1382. године. Међутим, примивши Велико кнежевство из руку Јагела 1386. године, поставио је двоструки крст на печат великог кнеза на јахачевом штиту, лични грб Јагела. 
У првој половини 15. века развиле су се две верзије грба кнежевине: Јагела је имао коњаника са мачем и „Бојче”, Витолд и Сигисмунд Кејстутович су имали истог коњаника, али са „Колонима”. Изумирање породице Кејстутович предодредило је победу амблема Велике Кнежевине Литваније са „Бојчом”  1440. године на престо Литваније ступио је Казимир Јагајлович и коначно увео Пахонију са двоструким крстом у грб Велике Кнежевине Литваније.

### „Бойча, Бојча”
Грб са шестокраким крстом настао је након склапања Кревске уније 1385. године и католичког крштења Владислава Јагела 1386. године као лични грб пољског краља и великог кнеза Литваније,   а потом постао грб династије Јагелона.
Највероватније је да је грб Јагела преузео од своје супруге Јадвиге. Јадвига је била ћерка угарског краља Луја Анжујског, а шестокраки крст је био један од хералдичких симбола Краљевине Угарске. 
Обично на грбу Јагела, у близини крста, пречке се налазе у горњем делу, а горња пречка је краћа од доње. Међутим, крст се може приказати и са две пречке једнаке дужине; међутим, могу се налазити и не само у горњем делу слике. Византијски  патријаршијски крст се сматрао симболом победе над паганством и у то време у Краљевини Пољској симболизовао је победу хришћанства у политици. У почетку је на грбу био приказан златни крст на азурном штиту. Крајем 16. века појавила се још једна колор верзија грба, у скерлетном (црвеном) пољу златни крст.  До средине 19. века црвена боја штита постаје доминантна. 
 

Амблем је добио име „Бојча” средином 15. века.  
- Грб угарског краља са крстом, 1380. године.
- Новац Јагела 1386–1392, велики војводски ковани новац, Вилна.
- Бојч Јагела из грбовнице из 1442. године.
- Бојч на грбу Казимира Четвртог, после 1447 године.
- Грб „Бојч” из грбовника из 1555. године.
- Са грба на капији Вилне „Оштра капија”, 17. век.

### Колоне
Према легенди, чије стварање датира из 16. века, грб је са собом донео Палемон из Рима, а након тога су га користили његови потомци, Палемоновичи.  Такође се предлаже да се знак Колоне директно уздиже до трозупца, символа Рјуриковича.  Током ископавања у Гродну, пронађена је цигла из Витолдовог доба са једном од најранијих слика Колоне. Ова верзија слике има специфичан „реп”, који се, према неким стручњацима, још више приближава Колони знаковима Рјуриковича. 
Прве слике „Колоне” налазе се на новцу после 1386. године  на печатима, код Витолда 1418. (приложено на документу из 1423. године). 

Према Јану Длугошу, у бици код Гринвалда 1410. године, од 40 литванских барјака, 10 је било са ликом „Колона” (док их сам Длугош не назива тако, већ даје шематски приказ). Верује се да је ових 10 барјака било великокнежевско, односно директно потчињено Витолду. По њему је велики кнез Литваније Витолд жигосао своје коње овим знаком.  
- Витолдов новац 1392–1410, Велики војводски ковани новац, Вилна.
- Колоне Витолда из грбовнице из 1442. године.
- Грб „Колоне” из грбовника из 1555. године.
- „Полоцки печат” на великом печату Ивана Грозног, 16. век.

### Остале слике на штиту
Јахачевом штиту није увек придавана велика важност. Ово је вероватно узроковало понекад значајна одступања у сликама на штиту јахача, који је понекад био окренут у страну када цртеж на њему није био видљив, а понекад је штит потпуно изостао.
- Грб Витолда са копљем и без штита, са минијатуре из 1443. године.
- Грб Витолда, из Гриненберговог грбовника, 1480. године.
- Грб Витолда, из Гриненбергове гробнице, 1483. године.
- Једноставан крст, из Лашког статута 1506. године.
- Без штита, из немачког грбовника, 1530. године.
- Без штита, из немачког грбовника, 1530. године.
- Једноставан крст, из Пруске хронике, 16. век.
- Штит без слике, а на позадини јахача су „стубови”, из грбовника из 16. века.
- Са грбом Стефана Баторија, 1575-1586. године.
- Грб времена Сигисмунда Трећег, 1587-1632. године.

### Оружје
Слика јахача у првим годинама владавине Јагеле и владавине Витолда се мењала, прво с копљем, затим с мачем. У Латинском царству током 13. века на печатима јахача копље је замењено мачем. Можда је овај тренд утицао и на сличну замену у Великој кнежевини Литванији.
- Грб са печата Јагела, 1386. године.
- Грб са печата литванског кнеза Витолда, 1404. године.
- Грб „Виленски” из грбовника из 1442. године.
- Грб „кнежевине Литваније и Русије” из грбовника из 1442. године.

### Сиже змаја
Неко време је под ногама коња био приказан змај. Налази се на великом престоном краљевском печату Јагела из 1388. године. Ова слика је веома симболична, јер се у змају може видети метафорична слика паганства Литванаца, које осваја нови хришћански владар. У левој руци јахача је штит са шестокраким крстом, који се сматра симболом победе над паганством.  Владислав Јагелонац, по свему судећи, наследио је од оца лик змаја под коњем.  Грб владара, у виду коњичког витеза, није био само атрибут моћи, већ је био и сакрални симбол, једна од варијанти лика Светог Ђорђа.  Заплет о борби змајева налази се и на печату Гедиминовог унука, подолског кнеза Александра Кориатовича, унука Олгердова.  
- Печат Александра Коријатовича, кнеза Волинског војводства, 1375. године.
- „Убица змајева”, Из Великог печата Јагеле, 1388. године.
- „Убица змајева” са великог печата Владислава Варненчика, 1438. године.

### Правац путовања
Након што је Јагела постао пољски краљ 1386. године, на његовим печатима јахач, у складу са европском хералдичком традицијом, мења правац и галопира лево од посматрача. На Витолдовом печату из средине 1380-их, витез са мачем галопира десно од посматрача. На печатима касних 1390-их и почетка прве деценије 15. века коњаник са мачем се креће лево од посматрача. Отприлике од средине 1410-их до Витолдове смрти, витез са мачем и штитом на печатима поново се креће удесно. Промена смера на Витолдовим грбовима вероватно је настала због копирања неког од грбова Јагела. 

## Назив „Пахонија”
Варијанта са „стубовима”, некадашњи лични грб кнеза Витолда,  налази се у грбовима прве половине 15. века „Грубник Линцених”. У њему је потписан грб, вероватно на западнофризијском, Hertogne van lettouwen onde van rusen, „Кнежевина Литванија и Русија” и Hertogne lettouwen, „Кнежевина Литванија”, што указује да у то време назив „Пахонија” још није био додељен грбу.  Длугош, који је описао заставе Великог војводства Литваније у бици код Гринвалда, нема ово име, од којих је већина имала „ратника у оклопу, који је седео на белом, понекад црном, или белом, или пејоглавом коњу и задивљујући са мачем у испруженој руци, на црвеном пољу”.  Утврђени назив грба Велике Кнежевине Литваније присутан је у одељку 4. члана 10. Статута Велике Кнежевине Литваније из 1566. године: „Тада дајемо Господара под грбом тог паната нашег Великог Војводство Литваније, Пахонија, печат до сваког повета.”
Према хералдичару Алексеју Шаланду, назив „Пахонија” је додељен грбу тек крајем 15. века, у првој половини 16. века као резултат преиспитивања слике наоружаног коњаника.  Тако је 1562. године велики кнез Жигмунд Август наредио да се кује троструки новац са „грбом Пахоније” на једној страни.  У привилегији Јагела из 1387. године описана је дужност која се састојала у обавези да непријатеља на коњима гоне не само витезови, већ и целокупно становништво које је способно да носи оружје. Латински документ каже да је народни назив за гоњење непријатеља pogonia. У овим условима, лик наоружаног коњаника постао је симбол заштите отаџбине од непријатеља. 
Назив грба „Пахонија” званично је уписан у Статут Великог војводства Литваније из 1566. године: 

Стога дајемо Господару под амблемом тог панства нашег Великог војводства Литваније по један печат Пахонија свакој жупанији..
Према историчару Вјачеславу Носевичу, назив „Пахонија” у односу на овај амблем у литератури је први пут забележен у грбовнику Бартоша Папроцког, објављеном 1584. године.  Он такође доводи у сумњу хипотезу о пореклу назива грба из војног обичаја, указујући на хронолошку разлику између помена дужности и фиксирања назива грба за 200 година.  Литвански назив грба „Витис” (литв. Vytís), предложио је крајем 19. века Микалојус Акелаитис. Пре тога, од 18. века, на литванском се користио назив Вајкимас, што је дослован превод са пољске речи „јурити”. Словенски назив грба „Пахонија“ крајем 19. века изазвао је негодовање код Литванаца, а уместо њега изабрано је ново име Vytis, које је почело да се одобрава од 1880-их.  Тада је реч „витис” у литванском језику имала два значења, прво је била хајка, бич (реч групе треће деклинације); други је коњаник, витез (реч прве деклинационе групе). Двадесетих година 20. века ова реч је нормализована као реч прве деклинационе групе са буквалним значењем „витез”. Према хералдисту Виргинијусу Мисјунасу, оваква промена терминологије била је изазвана антипољским осећањима која су у то време преовладавала у литванском друштву. 
- Грб у латинском преводу првог статута, 1531. године.
- Литвански печат великог кнеза Жигмунда Августа 1539. године
- Грб Комонвелта
- Грб Велике Кнежевине Литваније, средина 16. века.
- Таписерија из Краљевског Кракова.
- Грб Велике кнежевине Литваније, грб Еразма Камина, 1575.
- Грб из Статута Велике Кнежевине Литваније из 1588. године
- Грб из вилнског издања Статута ОН, 1614. године.
- Грб Велике Кнежевине Литваније од царског титулара, 1672. године.
- Застава Кнежевине 1764-1792
- Грб Великог војводства Литваније са зидне плочице „Поворка принчева” у Дрездену, настао је 1904-1907. године.

## Велики грб
Под Сигисмундом Трећим Васом, као резултат унутрашњих и спољашњих промена, настао је нови облик литванског грба и велики литвански печат. Домаћи услови укључују модел у виду великог печата пољске круне и административне реформе из 1566. године, које су Литванију приближиле систему који је деловао у Круни. С друге стране, велики печат Ивана Четвртог Грозног са сликама грбова 25 земаља и кнежевина које је „сакупио” московски цар могао би да постане дипломатски изазов за кнежевину. Литванска канцеларија била је одговорна за преговоре са Москвом, а писма упућена Москви била су запечаћена великим литванским печатом. Претпоставља се да је творац грбова за овај печат био Лев Сапега, велики канцелар Литваније (1589—1623). 
У великом печату Владислава Четвртог из 1635. године на крају штита појављује се слика војске. На великом печату Михаила Вишњевецког из 1669. године на грбу на врху штита појављује се слика горњег замка Виљнуса. 
 

У великом грбу Михаила Корибута Вишњевецког, стари грб Кијевског војводства у облику ходајућег медведа је додат постојећим копненим грбовима (за разлику од узгојеног медведа Самогитског Староства).
- Велики грбови на печатима
- Печат Сигисмунда Трећег, 1623. године.
- Печат Владислава Четвртог са ликом војске, између 1635. и 1648. године.
- Печат Михаила Корибута Вишњевецког са приказом замка, 1669. године.
- Државни грб на печату Станислава Августа, 1764. године.

- Велики грб из Статута
- Грб из вилнског издања Статута ОН, 1614. године
- Распоред грбова
- 1. Пахонија, грб великог војводе Литваније
- 2. Колони, грб Гедиминида и Виленског војводства
- 3. Грб Самогитског старешинства
- 4. Грб Подљашког војводства
- 5. Грб Новогрудског војводства
- 6. Грб Витебског војводства
- 7. Грб Полоцког војводства
- 8. Грб Смоленског војводства
- 9. Грб Војводства Трокског
- 10. Грб Волинског војводства
- 11. Грб пољског краља (династија Ваз)

## На заставама Велике Кнежевине Литванске
Опис знамења литванских пукова даје пољски историчар 15. века Јан Длугош у својој Хроници великих пољских краљева, извештавајући о Гринвалдској бици 1410. године: црвене заставе са јахачем на белом (велики кнежевски), црни, заливски, шарени сиви коњ, 30 пукова, црвене заставе са златним стубовима,10 тракајских пукова (Витаутови лични пукови).
Године 1422, Витолд је послао војску од 5.000 војника у Чешку и именовао Жигмунда Корибутовича, Јагелиног нећака, за свог гувернера у Чешкој. Сачуван је цртеж из 1443. године, на коме Жигмунд носи барјак са грбом кнежевине, горња ивица барјака има уски реп.  Тешко је рећи да ли је ово слика праве заставе или је то само визија уметника, који је, наравно, био упознат са хералдиком кнежевине. Али пошто нема поузданијих извора, овај који је овде приказан може се сматрати полазном тачком за описивање барјака у 15. веку.
Године 1578. Александар Гуањини је први описао националну заставу. Застава Велике Кнежевине Литваније била је направљена од црвене свиле и имала је четири репа. На њеној главној страни, десно од бандере, испод кнежевске круне, приказан је витез на белом коњу; на другој страни је лик Богородице.  Пресвета Богородица се сматрала заштитницом кнежевине; чак су и најистакнутији државници више волели њену слику на својим заставама. Касније се помиње само витез, извезен са обе стране Државне заставе. 
Сачуван је барјак „крунисања” из 1734. године. На крунисању Августа Трећег 17. јануара 1734. године у катедрали Св. Станислава у Кракову, краља су пратиле две „главне заставе” Кнежевине Литваније и Краљевине Пољске. Застава Великог војводства Литваније била је правоугаона плоча од четири пруге плаво-црне свиле. У средини је грб од обојене свиле извезен златним и сребрним нитима. Стуб за заставу је са позлаћеним гвозденим врхом. Димензије су: 220x188 центиметара. 

Црвена застава са белим јахачем трајала је до краја 18. века, а последњи владар који ју је користио био је пољски краљ и велики кнез Литваније Станислав Август Поњатовски (1764-1795). Застава му је била гримизна, са два репа и са ликом јахача на главној страни и монограмом владара, САР (лат. Stanislaus Augustus Rex) с друге стране. Исти монограм је стављен и на врх дршке. 
- Застава Жигмунда Корибутовича, са цртежа из 1443. године
- Реконструкција заставе како је описао Гуагнини, 1578. године.
- Барјак великог војводе Августа Другог Јаког, 1702. године.
- Барјак са крунисања Августа Трећег, 1734. године.
- Застава Велике Кнежевине Литваније за време Станислава Поњатовског (1764-1795).

## На знамењима војводстава и срезова
Статутом Велике Кнежевине Литваније из 1566. године утврђено је да сва војводства на заставама имају великокнежевски грб „Пахонију”. Истовремено, Статут године говори о Пахонији не као о земљи, већ као о државном амблему ГДЛ и може указивати на процес уједињења барјака војводстава и жупанија ГДЛ уочи уније са Краљевином Пољском. Не постоји тачан недвосмислен опис ових грбова заставе. У зависности од времена и аутора, слика се могла разликовати како по облику коњског покривача, тако и по наоружању јахача. Постоје и различите шеме боја за боје штита, оклопа, коња и крста на штиту јахача. Слична ситуација била је и са печатима повета. Одељак 4 (члан 10) Статута налагао је употребу земских печата повета ОН „Пахонија”: „дајемо под амблемом тог племства наше Велике Кнежевине Литваније, Пахонију, печат сваком повету.” 
 

Различите верзије „Пахонија” коришћене су на заставама провинција Велике Кнежевине Литваније,  Виленско, Полоцко, Новогрудско (двоструки грб), Витебско, Минско, Берестејско, Подљашко, Мстиславско, Трокско војводство.
- Грбови са „Пахонијом” за знамења војводстава после 1566. године. Цртежи из 1720. године
- Мстиславско војводство
- Берестејско војводство
- Витебско војводство
- Минско војводство
- Полотско војводство
- Подљашко војводство
- Трокско војводство

## Као део Комонвелта
Године 1385. у Кревском замку је склопљен споразум између Велике Кнежевине Литваније и Пољске, по коме је литвански велики кнез Јагело, који се оженио пољском краљицом Јадвигом, проглашен за пољског краља. То је био разлог за стварање јединственог грба, укључујући земље обе државе под контролом једног монарха.
Према Лублинском уговору из 1569. године, Велика кнежевина Литванија је била део Комонвелта заједно са пољском круном и другим земљама. Дакле, уз минималне стилске промене, Пахонија је била елемент грба Комонвелта све до његове ликвидације 1795. године.

### После Кревске уније
- Уједињени грб под Јагелонима, после 1385. године.
- Грб Жигмунда Другог Августа, средином 16. века.

### После Лублинске уније
- Грб пољског краља Жигмунда Другог Августа, 16. век
- Око 1555. год
- Грб Жигмунда Другог Августа, 1571.
- Грб времена Стефана Баторија (1575-1586)
- Грб Комонвелта у саксонском периоду од 1697. до 1763.
- Грб Станислав Август Поњатовски (1764-1795)

## У Руској империји
Године 1795. Велика кнежевина Литванија је у потпуности постала део Руског царства. Године 1800. између осталих земаља, на пројекту Великог грба постављен је и „Литвански грб”, бели коњаник на плавом штиту, са подигнутим мачем, на белом коњу. На рамену јахача је црвени штит са златним крстом.
Године 1856. одобрен је званични опис, а следеће године слика грба Великог војводства Литваније. Грбовни штит је добио уобичајену црвену боју.
Када је 1882. створен велики грб Руске Империје, шестокраки патријархални крст на јахачевом штиту замењен је руским крстом, са осам кракова.